# تورنر باربر
تورنر باربر (بالإنجليزية: Turner Barber)‏ هو لاعب كرة قاعدة أمريكي، ولد في 9 يوليو 1893 في Lavinia, Tennessee ‏ في الولايات المتحدة، وتوفي في 20 أكتوبر 1968 في ميلان في الولايات المتحدة.

## وصلات خارجية
- تورنر باربر على موقعبيزبول رفرنس.كوم (الدوري الرئيسي) (الإنجليزية)
- تورنر باربر على موقعبيزبول رفرنس.كوم (الدوري الثانوي) (الإنجليزية)
- تورنر باربر على موقع مشجعي الرسوم البيانية (الإنجليزية)